# Francesco Maria Richini
Francesco Maria Richini (Ricchino, Ricchini ou Righini), né à Milan le 9 février 1584 et mort dans la même ville le 24 avril 1658, est un architecte italien.

## Biographie
Francesco Maria Richini est maître constructeur au Dôme de Milan depuis 1605 et producteur de nombreuses églises et édifices dans toute la province de Milan.
Il fait partie d'une importante dynastie d'architecte milanais débutée par son père  Bernardo (1549 env. - 1639) et achevée à la fin du Settecento par un de ses neveux